# Chicxulub (město)
Chicxulub (z Mayštiny „Ďáblova blecha nebo klíště“) je název menšího města a okolní municipality na poloostrově Yucatán v Mexiku (Mexický záliv). Při sčítání v roce 2005 měla tato aglomerace 5052 stálých obyvatel.

## Impaktní kráter
Město proslavil zejména stejnojmenný obří dopadový kráter o průměru kolem 200 km, jehož epicentrum se nachází nedaleko. Tento impaktní kráter je zřejmě pozůstatkem obřího meteoritu (asteroid Chicxulub), který dopadl v době před 66,0 miliony let na konci období křídy a způsobil tzv. vymírání K-T. Tomu padli za oběť neptačí dinosauři, ptakoještěři, velcí mořští plazi, amoniti a další pozdně druhohorní živočichové. Pobřežní vesnice (puerto) Chicxulub, ležící 6 kilometrů východně od města Progreso, leží téměř přesně na místě někdejšího epicentra dopadu.